# Црква Узнесења Блажене Девице Марије (Биково)
Салашарска црква посвеђена Узнесењу Богородице у Бикову, насељеном месту на територији града Суботица, подигнута је 1921. године. Црква представља непокретно културно добро као споменик културе.

## Изградња
Црква је изграђена 1921. године, пре изградње мисе и молитве су одржаване у старој школи поред. Једног дана мештани су затекли закључану школу и нису могли одржати мису. Љутити мештани су послали захтев Сенату слободног краљевског града Суботице да им се изгради црква. Захтев је одобрен и мештани одушевљени вешћу почели су без икаквог плана да граде цркву на земљишту поред школе. Градили су је набијањем земље баш као што су градили и своје салаше.